# Krempe (Steinburg)
Krempe település Németországban, Schleswig-Holstein tartományban. Lakosainak száma 2429 fő (2023. december 31.).

## Népesség
A település népességének változása:
| Lakosok száma | 2241 | 2384 | 2362 | 2362 | 2374 | 2411 | 2429 |
|               | 1975 | 2017 | 2018 | 2019 | 2021 | 2022 | 2023 |

## Híres emberek
- Itt született Andreas Blunck  (1871–1933) német politikus, Hermann Müller kormányának igazságügyi minisztere 1920 márciusától júniusáig